# Mandy Teefey-Cornett
Mandy Teefey (Amanda Dawn Cornett; Dallas, Texas, Estados Unidos; 16 de abril de 1976) es una directora, productora, actriz de teatro, mánager, empresaria y coordinadora de cine estadounidense.
Es destacada por su trabajo como productora ejecutiva en la serie de televisión estadounidense Por trece razones y como la encargada de coordinación en la película The Ant Bully.

## Biografía
Nacida en Dallas, Texas, Mandy fue adoptada por Debbie Jean (de soltera Gibson) y David Michael Cornett. Es hija única y tiene orígenes italianos. Se graduó de la preparatoria South Grand Prairie.
Mandy se interesó en el teatro desde temprana edad y se convirtió en actriz de teatro profesional cuando era adolescente. En 2004, Mandy trabajó como coordinadora en proyectos de animación como Lucas Ant Even Himself con DNA Productions en Irving. En 2006, Mandy fundó su propia compañía de producción llamada July Moon Productions junto a su hija, la cantante y actriz estadounidense Selena Gomez.

## Vida personal
A la edad de 16 años, Mandy dio a luz a su primera hija, Selena Marie Gomez. En 1997, cuando Selena tenía 5 años, Mandy se separó del padre de su hija, Ricardo Joel Gomez. A partir de entonces, se convirtió en madre soltera y crio sola a su hija. Esto les causó a ambas problemas económicos y emocionales. Años más tarde, Selena afirmaría que de pequeña odiaba a su padre y que le afectó mucho la separación de sus padres, mostrando también su preocupación por lo que hubiera ocurrido si se hubiera quedado en Texas.
En 2006, Mandy se casó con su compañero de toda la vida, Brian Teefey.
Después de un aborto espontáneo en diciembre del 2011, Mandy dio a luz a su segunda hija, Gracie Elliot Teefey, el 12 de junio de 2013.
En un mensaje compartido por la propia Teefey, ella revela que estuvo hospitalizada durante algunos días por una neumonía doble, ella dice: "los doctores me dieron días de vida". Sin embargo, todo surgió después de que Teefey fuera modelo de la portada de Entrepreneur junto con su hija, donde revelaban su nuevo proyecto, "Wondermind", donde Teefey tomará el papel de directora creativa y CEO de la marca.

## Carrera profesional
Aparte de su compañía July Moon Productions, con la cual comparte créditos con su hija, tiene su propia casa de producción donde funge como presidenta y directora ejecutiva, bajo el nombre de Kicked to the Curb Productions, la cual se caracteriza por ser una empresa productora de cine y televisión. También trabajó junto a DNA Productions en el área de animación de películas y series. 
Forbes alabó la profesionalidad de Teefey al mencionarla en el siguiente artículo: "Finalmente, su curiosidad y su arduo trabajo valieron la pena: pasó de fregar los pisos en el set a tomar las decisiones. Se le dio la oportunidad de producir su primer comercial para un equipo de béisbol con un presupuesto de $5,000. Procedió a producir más de 60 comerciales y vídeos musicales; se consideraba una profesional de producción, pero sabía que al mudarse a Hollywood el juego era diferente."
Mandy también fue la gerente de su hija, Selena Gomez, hasta que fue destituida por ella misma por problemas personales.
Actualmente, Mandy se desempeña como manager de varios actores y cantantes, siendo los más destacados Christina Grimmie, Sophie Simmons, Katy Tiz, Seaforth y Francia Raísa.
Después de su fallida carrera como actriz de teatro, Mandy trabajó varios años tras bambalinas desempeñándose como coordinadora de animación de películas animadas y encargada de los efectos especiales y maquillaje de algunas de estas. Hizo su debut como directora, para una película de cine antiguo, en la cual también fue la encargada de la coordinación de la misma.
En el año 2003, Gomez obtuvo su primer papel en televisión, en la serie infantil de televisión Barney y sus amigos y desde entonces Mandy abandonó su carrera como directora y se enfocó en la carrera de su hija. Ambas han compartido créditos como productoras ejecutivas tanto en series como en películas y documentales desde entonces.
En 2017 se estrenó la serie estadounidense Por trece razones, de la que Teefey y Gomez eran productoras. La serie contó con 4 temporadas que estuvieron bajo la dirección y ejecución de July Moon Productions. Con este proyecto, Teefey recibiría su primer premio Emmy por su desempeño como productora de la serie.
En 2019 se publicó el documental Living Undocumented, producido por Teefey y Gomez. En él, se abarca la vida de los inmigrantes indocumentados tras su llegada a los Estados Unidos. El documental recibió una crítica de 100% en el portal de reseñas Rotten Tomatoes.

## Filmografía
| Año  | Título                          | Papel      | Notas                                         |
| ---- | ------------------------------- | ---------- | --------------------------------------------- |
| 2002 | Pale Blue Moon                  | Ella Misma | Asistente de Efectos Especiales de Maquillaje |
| 2004 | Blue October: Argue with a Tree | Ella Misma | Directora, productora                         |
| 2006 | The Ant Bully                   | Ella misma | Coordinadora de Animación                     |
| 2012 | Piper's QUICK Picks             | Invitada   | -                                             |
| 2017 | Dream Chasers                   | Ella misma | Movie Documental                              |
| 2020 | The Broken Hearts Gallery       | Ella misma | Productora ejecutiva                          |
| N/A  | Rising                          | N/A        | Productora ejecutiva                          |

| Año  | Título                                         | Papel      | Notas                      |
| ---- | ---------------------------------------------- | ---------- | -------------------------- |
| 2006 | Tv Junkie                                      | Ella misma | Coordinadora de Producción |
| 2010 | Selena Gomez: Girl Meets World (documental)    | Ella misma | Productora ejecutiva       |
| 2011 | E! Special: Selena Gomez (TV Movie documental) | Ella misma | -                          |
| 2012 | Piper's Picks TV                               | Invitada   | -                          |
| 2017 | Por trece razones                              | Ella misma | Productora ejecutiva       |
| 2017 | Por trece razones: Más allá de las razones     | Ella misma | Documental                 |
| 2019 | Living Undocumented                            | Ella misma | Productora ejecutiva       |
| N/A  | Life Coached                                   | Ella misma | Directora                  |
| N/A  | Lone Pine                                      | Ella misma | Directora ejecutiva        |
| N/A  | Man in the Woods                               | Ella misma | Directora ejecutiva        |
| N/A  | Love in the Asylum                             | Ella misma | Asistente director         |
| N/A  | Lucky Lance 6                                  | Ella misma | Directora                  |

## Premios y nominaciones
| Año  | Premiación                            | Categoría                                 | Nominada por              | Resultado |
| ---- | ------------------------------------- | ----------------------------------------- | ------------------------- | --------- |
| 2018 | Premios Hollywood Music in Media      | Supervisión excepcional                   | Por trece razones         | Nominado  |
| 2018 | Premios MTV Movie + TV                | Show del año                              | Por trece razones         | Nominado  |
| 2019 | Premios Muse Creative                 | Campaña de redes sociales                 | Por trece razones         | Ganadora  |
| 2017 | Online Film & Televisión Association  | Mejor secuencia de títulos nuevos         | Por trece razones         | Nominado  |
| 2018 | Premios People's Choice               | Show de TV Favorito                       | Por trece razones         | Nominado  |
| 2020 | Premios ReFrame Stamp                 | Top 100 Popular Televisión (2019-2020)    | Por trece razones         | Ganadora  |
| 2018 | Premios Satellite                     | Mejor Serie de Televisión, Drama          | Por trece razones         | Nominado  |
| 2018 | Premios Emmy                          | Productora ejecutiva del año (Honorífico) | Por trece razones         | Ganadora  |
| 2021 | Premios ReFrame Stamp                 | Característica Narrativa Animada          | The Broken Hearts Gallery | Ganadora  |
| 2019 | International Documentary Association | Mejor Episodio de Serie                   | Living Undocumented       | Nominado  |
| 2017 | Premios Rotten Tomatoes               | Fresh Award                               | Por trece razones         | Ganadora  |
| 2020 | Premios Rotten Tomatoes               | Fresh Award                               | The Broken Hearts Gallery | Ganadora  |